# Azowstal
Azowstal (ukr. Азовсталь) – ukraiński kombinat metalurgiczny, założony 2 lutego 1930, zlokalizowany w Mariupolu nad brzegiem Morza Azowskiego u ujścia rzeki Kalmius, należący do Grupy Metinvest, kontrolowanej przez najbogatszego Ukraińca – Rinata Achmetowa.
Był monopolistą na Ukrainie w produkcji niektórych rodzajów wyrobów walcowanych.
W trakcie rosyjskiej inwazji na Ukrainę służył jako fort. Został znacznie uszkodzony podczas walk w 2022 roku.